# Église réformée Notre-Dame de La Chiésaz
L'église réformée Notre-Dame de La Chiésaz, également appelée temple de La Chiésaz, est un lieu de culte protestant situé dans la commune de Saint-Légier-La Chiésaz, en Suisse. La paroisse est membre de l'Église évangélique réformée du canton de Vaud.

## Histoire
Une chapelle, dédiée à Saint-Leodegarus (qui a donné son nom au village de Saint-Légier) était mentionnée depuis le Moyen Âge dans le village. Ce bâtiment a été mis au jour à la suite de fouilles conduites entre 2007 et 2011 ; il se situe au centre du village, ce qui n'est pas le cas de l'église paroissiale Notre-Dame, située quant à elle un peu à l'écart du centre du village de La Chiésaz et mentionnée dès 1228. Elle présente la particularité d'avoir deux absides séparées par un double mur et est surplombée d'une tour datant de 1523 et remplaçant une première construction de 1223. Après l'invasion bernoise de 1536 et l'imposition de la Réforme protestante, l'église devient temple protestant.
L’existence de deux absides est curieuse, car normalement une église a un nombre impair d’absides, le chœur principal devant se trouver dans l’axe de l’église.
En fait, cette particularité provient de l’évolution historique du bâtiment. L’église primitive édifiée en 1223 par des moines cisterciens était de dimensions modestes et son chœur était l’abside de droite actuelle. La piscine pour les ablutions (postérieure) dans la paroi sud en atteste. Le chœur est de forme rectangulaire avec une voûte en berceau, plus simple à construire. On note encore dans le mur sud de l’église de 1223 une minuscule chapelle réservée aux nobles d’Hauteville, rattachés à la seigneurie de Blonay.
Saint-Légier faisait partie de la seigneurie de Blonay. Amédée de Blonay fit construire encore au XIIIe siècle une chapelle particulière (dite de Saint Georges) de même dimension et de même style accolée au chœur. Cela permettait à la famille de Blonay de suivre l’office à travers deux portes voûtées décalées, ouvertes respectivement dans les murs de la chapelle et du chœur, offrant une vision oblique sur l’autel. Il y a un double mur, car la chapelle étant postérieure à la construction du chœur, il fallait un nouveau mur pour supporter la voûte.
Les stalles actuelles dans la chapelle datent du XVIe siècle. 
Plus tard, au XVIe siècle, l’église de 1223 étant devenue trop petite, une nouvelle nef fut construite, le mur nord étant en prolongement du mur de la chapelle Saint Georges, de sorte que celle-ci s’est trouvée intégrée à l’église. D'où les fameuses deux absides, qui sont en fait d'une part le chœur de l'église de 1223, et d'autre part la chapelle Saint-Georges.
Les murs n’ayant pas une épaisseur suffisante pour supporter une voûte d’ogives en pierre sur une telle largeur, le toit repose sur une charpente en bois, cachée par une voûte en bois en berceau brisé peinte en bleu avec un semis d’étoiles qui rappelle la voûte du ciel.
Une chaire moderne, copie de l’ambon de Romainmôtier a été installée en 1951 devant le double mur du chœur et de la chapelle Saint-Georges, dans l’axe de la nef.
Les fonts baptismaux sont placés dans l’entrée de la chapelle Saint-Georges. 
La tour qui surmonte l’entrée de l’église fut achevée en 1523, date gravée avec une croix au-dessus de l’entrée du porche. Les murs de cette tour ont 3 m d’épaisseur.
Dans l’entrée de l’église se trouve un bénitier en pierre d’Arvel portant encore les armes de Savoie.
L'ancien orgue de l'église, datant de 1888 et fabriqué par la maison Goll de Lucerne, est remplacé au XXe siècle par un nouvel instrument de la manufacture Felsberg-Orgelbau. 
Le temple est inscrit comme bien culturel suisse d'importance nationale. Des concerts et représentations y sont régulièrement organisés.